# Лазене
Лазене́ (фр. Lazenay) — коммуна во Франции, находится в регионе Центр. Департамент — Шер. Входит в состав кантона Люри-сюр-Арнон. Округ коммуны — Вьерзон.
Код INSEE коммуны — 18124.

## География
Коммуна расположена приблизительно в 200 км к югу от Парижа, в 95 км южнее Орлеана, в 26 км к западу от Буржа.
На территории коммуны происходит слияние рек Арнон и Теоль.

## Население
Население коммуны на 2008 год составляло 355 человек.
| 1962 | 1968 | 1975 | 1982 | 1990 | 1999 | 2008 |
| ---- | ---- | ---- | ---- | ---- | ---- | ---- |
| 387  | 413  | 337  | 300  | 326  | 354  | 355  |

## Администрация
| Период | Период | Фамилия       | Партия                    | Примечания |
| ------ | ------ | ------------- | ------------------------- | ---------- |
| 2001   | 2008   | Бернар Ожар   |                           |            |
| 2008   | 2014   | Реми Пуантеро | Союз за народное движение |            |

## Экономика
В 2007 году среди 229 человек в трудоспособном возрасте (15-64 лет) 176 были экономически активными, 53 — неактивными (показатель активности — 76,9 %, в 1999 году было 62,8 %). Из 176 активных работали 155 человек (92 мужчины и 63 женщины), безработных было 21 (9 мужчин и 12 женщин). Среди 53 неактивных 19 человек были учениками или студентами, 14 — пенсионерами, 20 были неактивными по другим причинам.

## Достопримечательности
- Замок Ферте (XVII век). Исторический памятник с 1944 года[3]
- Замок Лазене (XIX век)
- Церковь Нотр-Дам (XI—XII века)
- Две водяные мельницы

## Фотогалерея
- Церковь Нотр-Дам
- Замок Ферте
- Мэрия
- Карта коммуны